# Рольф Томсен
Рольф Еріх Томсен (нім. Rolf Erich Thomsen; 6 травня 1915, Берлін — 27 березня 2003, Бонн) — німецький льотчик і підводник, капітан-лейтенант крігсмаріне, адмірал флотилії бундесмаріне. Кавалер Лицарського хреста Залізного хреста з дубовим листям.

## Біографія
1 квітня 1936 року вступив на флот. Служив на міноносцях, в жовтні 1938 року перейшов на службу у ВПС, отримав підготовку пілота морської авіації. Служив у складі 26-ї бомбардувальної ескадри. У квітні 1943 року переведений в підводний флот. З 27 січня 1944 року — командир підводного човна U-1202, на якому здійснив 2 походи (провівши в морі в цілому 118 днів) в Північну Атлантику. У складі груп Томсен брав участь у нападах на конвой і окремі кораблі, проте більшість його повідомлень про перемоги не були підтверджені і офіційно на його рахунок записаний тільки 1 корабель —  американський торговий пароплав «Ден Берд» водотоннажністю 7176 тонн, який перевозив 2100 тонн баласту; 29 з 67 членів екіпажу загинули. 3 червня 1945 року здався британським військам. 9 лютого 1946 року звільнений. В 1955 році повернувся на флот, брав участь у створенні ВМС ФРН. 1 квітня 1972 року вийшов у відставку.

## Звання
- Кандидат в офіцери (1 квітня 1936)
- Морський кадет (10 вересня 1936)
- Фенріх-цур-зее (1 травня 1937)
- Оберфенріх-цур-зее (1 липня 1938)
- Лейтенант-цур-зее (1 жовтня 1938)
- Оберлейтенант-цур-зее (1 жовтня 1940)
- Гауптман (1 липня 1942)
- Капітан-лейтенант (1 березня 1943)
- Корветтен-капітан (9 листопада 1955)
- Фрегаттен-капітан (21 березня 1957)
- Адмірал флотилії (6 січня 1966)

## Нагороди
- Нагрудний знак спостерігача (1939)
- Залізний хрест
  - 2-го класу (25 листопада 1939)
  - 1-го класу (17 травня 1940)
- Нарвікський щит (1940)
- Нагрудний знак «За поранення» в чорному (серпень 1940)
- Авіаційна планка розвідника
  - в сріблі (25 квітня 1941)
  - в золоті (26 березня 1942)
- Медаль «За зимову кампанію на Сході 1941/42»
- Німецький хрест в золоті (14 жовтня 1943)
- Нагрудний знак підводника з діамантами
  - знак (3 січня 1945)
  - діаманти (29 квітня 1945)
- Лицарський хрест Залізного хреста з дубовим листям
  - лицарський хрест (4 січня 1945)
  - дубове листя (№852; 29 квітня 1945)
- Фронтова планка підводника в бронзі (квітень 1945)
- Орден «За заслуги перед Федеративною Республікою Німеччина», командорський хрест